# Thorpe by Newark
Thorpe by Newark is een plaats en civil parish in het bestuurlijke gebied Newark and Sherwood, in het Engelse graafschap Nottinghamshire.